# Faisal Yabalá
Faisal Yabalá –en árabe, فيصل جاب الله– (Nefta, 1 de mayo de 1988) es un deportista tunecino que compite en judo.
Ganó una medalla en el Campeonato Mundial de Judo de 2013, y dieciséis medallas en el Campeonato Africano de Judo entre los años 2009 y 2021. En los Juegos Panafricanos consiguió tres medallas entre los años 2011 y 2019.

## Palmarés internacional
| Campeonato Mundial  | Campeonato Mundial                | Campeonato Mundial | Campeonato Mundial |
| Año                 | Lugar                             | Medalla            | Categoría          |
| ------------------- | --------------------------------- | ------------------ | ------------------ |
| 2013                | Río de Janeiro (Brasil)           | Medalla de bronce  | +100 kg            |
| Juegos Panafricanos |                                   |                    |                    |
| Año                 | Lugar                             | Medalla            | Categoría          |
| 2011                | Maputo (Mozambique)               | Medalla de oro     | +100 kg            |
| 2015                | Brazzaville (República del Congo) | Medalla de oro     | +100 kg            |
| 2019                | Rabat (Marruecos)                 | Medalla de bronce  | +100 kg            |
| Campeonato Africano |                                   |                    |                    |
| Año                 | Lugar                             | Medalla            | Categoría          |
| 2009                | Puerto Louis (Mauricio)           | Medalla de bronce  | Abierta            |
| 2011                | Dakar (Senegal)                   | Medalla de plata   | +100 kg            |
| 2011                | Dakar (Senegal)                   | Medalla de plata   | Abierta            |
| 2012                | Agadir (Marruecos)                | Medalla de oro     | Abierta            |
| 2012                | Agadir (Marruecos)                | Medalla de bronce  | +100 kg            |
| 2013                | Maputo (Mozambique)               | Medalla de oro     | +100 kg            |
| 2013                | Maputo (Mozambique)               | Medalla de plata   | Abierta            |
| 2014                | Puerto Louis (Mauricio)           | Medalla de oro     | +100 kg            |
| 2014                | Puerto Louis (Mauricio)           | Medalla de oro     | Abierta            |
| 2015                | Libreville (Gabón)                | Medalla de oro     | +100 kg            |
| 2015                | Libreville (Gabón)                | Medalla de oro     | Abierta            |
| 2016                | Túnez (Túnez)                     | Medalla de oro     | +100 kg            |
| 2016                | Túnez (Túnez)                     | Medalla de oro     | Abierta            |
| 2018                | Túnez (Túnez)                     | Medalla de oro     | +100 kg            |
| 2018                | Túnez (Túnez)                     | Medalla de bronce  | Abierta            |
| 2021                | Dakar (Senegal)                   | Medalla de oro     | +100 kg            |